# Gheorghe Gheorghiu-Dej
Gheorghe Gheorghiu-Dej (hagyományos magyar ejtése: [gyorgye gyorgyu dézs], noha az eredetihez hűebb, pontos magyar ejtése [gëorgë gëórgiu dëzs] volna, vö. román IPA /ˈɡe̯orɡe ɡe̯orˈɡi.u deʒ/) (Barlád, 1901. november 8. – Bukarest, 1965. március 19.) román kommunista, munkásmozgalmi vezetőből lett államférfi. Az Antonescu-rendszerben bebörtönözték, de 1944 végétől (a román átállás után) miniszter lett, és 1945-ben a Kommunista Párt (később Román Munkáspárt) főtitkára. Miniszterelnök és az Államtanács elnöke is volt. Az ő vezetésével jutottak hatalomra a román kommunisták 1945–1947 között.

## Életútja
Katonai szolgálata után, 1923-tól villanyszerelőként dolgozott Galacon a román vasutaknál, de kommunista szervezkedés miatt áthelyezték Désre (innen származik az utóneve). A Román Kommunista Pártba azonban csak 1932-ben lépett be, és 1933-ban részt vett a grivițai sztrájk szervezésében. Tizenkét év börtönre ítélték, ahol is sikerült a párt belföldi frakcióját az ellenőrzése alá vonnia.

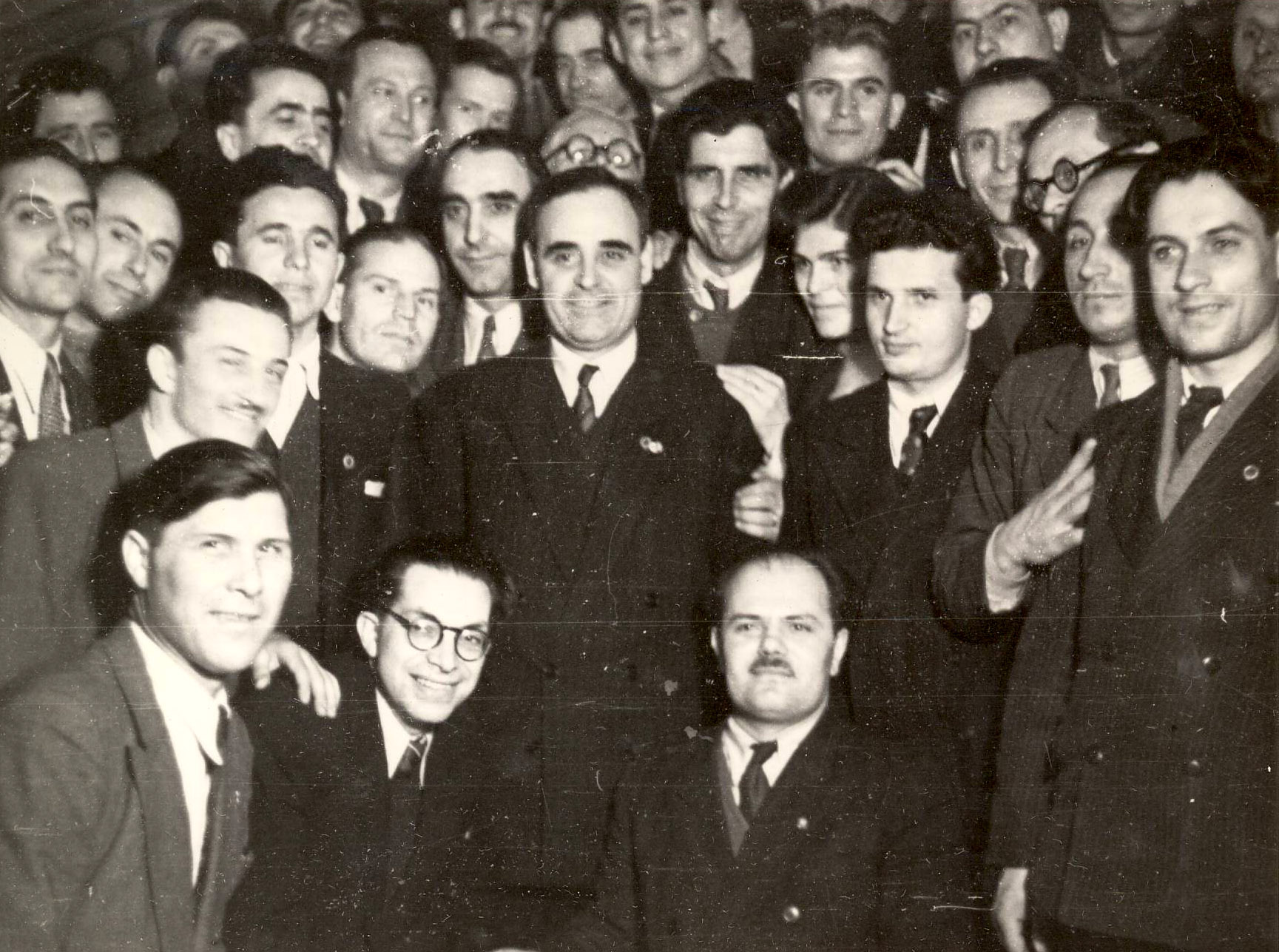
Gheorghiu-Dej (középen) és a balján Ceaușescu 1948-ban, a Román Kommunista Párt 6. kongresszusán Bukarestben

Miután a második világháborúban, 1944. augusztus 23-án Románia hivatalosan kapitulált, és átállt a szövetségesek oldalára, Gheorghiu-Dej átvette a párt vezetését. Amikor szeptember közepén Romániába érkezett Ana Pauker, az RKP moszkvai frakciójának vezetője, Gheorghiu-Dej a Sănătescu-kormány ellen kezdett agitálni. Eleinte alárendelte magát Paukernek, mivel úgy vélte, hogy Sztálin utasításait teljesíti. A második Sănătescu-kormányban a közlekedési miniszteri tisztséget viselte, amelyet továbbra is megtartott az 1945. március 6-án hivatalba lépett Groza-kormányban is. 1945 októberében megválasztották az RKP első titkárává.
A párt belső harcai során 1948-ban fölébe kerekedett Lucrețiu Pătrășcanunak, 1952-ben pedig Ana Paukernek. I. Mihály király kényszerű lemondása után (1947. december 30.) Gheorghiu-Dej felállította a Securitate hálózatát, végrehajtotta az 1950-es években az erőszakos kollektivizálást, és elkezdte a Duna–Fekete-tenger-csatorna építtetését politikai foglyokkal. Ezenkívül számos kitelepítést rendelt el, többek között a bánáti svábokét, a Bărăganra.
Külpolitikája eleinte nem tért el a Szovjetunió által megszabottól. Ez az 1950-es évek közepétől változott meg, és 1958-ban elérte, hogy a szovjet hadsereget kivonják Romániából. Az 1960-as évektől kezdve a román vezetés egyre nagyobb hangsúlyt fektetett a Moszkvától független kül- és gazdaságpolitikára. A Kína és Szovjetunió közötti ideológiai vitában Románia közvetítő szerepet játszott.
1965. március 19-én rákban halt meg. Koporsóját a bukaresti Kommunista Hősök Mauzóleumában helyezték el. Az 1989-es romániai forradalom és rendszerváltás után a maradványokat átszállították a Bellu temetőbe.

## Emlékezete
1990-ig Gheorghiu-Dej nevét viselte a romániai Onești városa, az oroszországi Liski városa, a bukaresti Politechnikai Egyetem és számos romániai út és utca.

## Magyarul
- A Román Kommunista Párt álláspontja a sovinista és revizionista áramlatokkal kapcsolatosan; ford. RKP Központi Politikai Nevelési Osztályának fordító kollektívája; RKP, s.l., 1946
- A népek testvériességének győzedelmes útján. Gheorghe Gheorghiu-Dej beszédei; ford. RKP Központi Politikai Nevelési Osztályának fordító kollektívája; RKP, s.l., 1946
- A román kormányküldöttség álláspontja a békeértekezlettel kapcsolatban; RKP, Bukarest, 1946
- Románia demokratikus politikája; Román Kommunista Párt, Kolozsvár, 1947
- Az 1947-es pénzreform. Rádióbeszéd 1947 augusztus 27-én; RKP, Bukarest, 1947
- Általános politikai jelentés a Román Munkáspárt kongresszusán. 1948 február 21-23.; Román Munkáspárt, Bukarest, 1948
- Gheorghe Gheorghiu-Dej jelentése az alkotmánytervezetről a Nagy Nemzetgyűlés 1948 április 9-i ülésén; Román Munkáspárt, Bucureşti, 1948
- A szocializmus építésének nagyszerű példája; Román Munkáspárt, Bukarest, 1948
- Közlemény a Kommunista és Munkáspártok Tájékoztató Irodájának értekezletéről. M. Suslov, P.Togliatti, Gheorghe Gheorghiu-Dej beszámolói; MDP, Bp., 1949
- A Román Munkáspárt feladatai a munkásosztály és a dolgozó parasztság szövetségének megerősítéséért; Román Munkáspárt, Bukarest, 1949
- Jelentés Románia nemzeti felszabadulásának évfordulóján az "Arenele Libertăţii"-n tartott ünnepi nagygyűlésen augusztus 22-én; ford. a Román Munkáspárt Kiadójának magyar szerkesztőbizottsága; Román Munkáspárt, Bukarest, 1949
- Harc a békéért pártunk központi feladata; ford. a Román Munkáspárt Kiadójának magyar szerkesztőbizottsága; Román Munkáspárt, Bukarest, 1949
- Lenin, a dolgozó emberiség géniusza és a forradalmi proletariátus nagy tanítómestere; Román Munkáspárt, Bukarest, 1949
- A Román Népköztársaság 1949. évi általános gazdasági terve; RMP, Bukarest, 1949
- A Román Munkáspárt a mezőgazdaság szocialista átalakításáért; ford. RMP kiadójának magyar szerkesztőbizottsága; Szikra, Bp., 1949 (Marxista ismeretek kis könyvtára)
- Jelentés az ország villamosításának tervéről a Román Munkáspárt központi vezetőségének plenáris ülésén 1950. okt. 26-án; Román Munkáspárt, Bucureşti, 1950
- Románia felszabadulásának dicső évfordulója; Román Munkáspárt, Bukarest, 1950
- Az osztályharc jelenlegi szakasza Romániában; Román Munkáspárt, s.l., 1950
- A népek forradalmi ébersége a szocializmusért vívott harcban; ford. a Román Munkáspárt Kiadójának magyar szerkesztőbizottsága; Román Munkáspárt, s.l., 1951
- A Párt 30 éves harca Lenin és Sztálin zászlaja alatt; ford. Román Munkáspárt Kiadójának magyar szerkesztőbizottsága; Román Munkáspárt, s.l., 1951
- Cikkek és beszédek; Román Munkáspárt, Bucureşti, 1951
- Válogatott cikkek és beszédek; Szikra, Bp., 1951
- A leninizmus a népek erős fegyvere az új élet építésében; ford. Román Munkáspárt Kiadójának magyar szerkesztőbizottsága; Román Munkáspárt, s.l., 1952
- Az SZKP 19. kongresszusának világtörténelmi jelentősége; Politikai Kiadó, Bukarest, 1952
- Beszéd a RNK tanítókongresszusán; Román Munkáspárt, Bucureşti, 1952
- A sztálini szavak nagy eszmei ereje; Politikai Kiadó, Bukarest, 1952
- Beszéd a szénipari bányamunkások országos értekezletén 1952 június 29.; RMP, Bukarest, 1952
- Beszéd a Bukarestvárosi Vörös Grivica választókerület választóinak gyűlésén. 1952. november 28.; Politikai Kiadó, Bukarest, 1952
- Jelentés a Román Népköztársaság alkotmánytervezetéről; RMP, Bukarest, 1952
- Sztálin, a népek felszabadítója; Politikai Kiadó, Bukarest, 1953
- A munkásosztály és a dolgozó parasztság szövetsége a szocializmus romániai sikeres építésének záloga; Politikai Kiadó, Bukarest, 1953
- Beszéd az élenjáró kollektivisták kongresszusán; Politikai Kiadó, Bukarest, 1953
- Hazánk felszabadulásának 9. évfordulója; Politikai Kiadó, Bukarest, 1953
- A népi demokratikus rendszer további erősödése a Román Népköztársaságban; Politikai Kiadó, Bukarest, 1953
- A nemzetközi kapcsolatok új típusa; Politikai Kiadó, Bucureşti, 1953
- Beszéd a Románia felszabadulásának tizedik évfordulóján tartott ünnepi gyűlésen; Politikai Kiadó, Bukarest, 1954
- Jelentés a párt 2. kongresszusán a Román Munkáspárt Központi Vezetőségének tevékenységéről. 1955. dec. 23.; Politikai Kiadó, Bukarest, 1955
- Beszéd a Románia felszabadulásának 11-ik évfordulóján tartott ünnepi gyűlésen; Állami Politikai Kiadó, Bukarest, 1955
- Beszéd a kiváló mezőgazdasági termelők országos értekezletén; Politikai Kiadó, Bukarest, 1955
- Beszéd a magyar autonóm tartományi pártkonferencián; s.n., s.l., 1956
- Hatalmas hozzájárulás a szocialista tábor megszilárdulásához; Politikai Kiadó, Bukarest, 1956
- Közlemény a Román Munkáspárt Központi Vezetőségének 1956. december 27-29-i plenáris üléséről; Politikai Kiadó, Bukarest, 1957
- A marxizmus-leninizmus és a proletár nemzetköziség zászlaja alatt; Állami Politikai Kiadó, Bukarest, 1957
- Hazánk felvirágzásáért, népünk jólétéért, a békéért és a szocializmusért!; Politikai Kiadó, Bukarest, 1957
- Cikkek és beszédek, 1-3.; ford. Bukaresti Politikai Könyvkiadó magyar szerkesztősége; Politikai Kiadó, Bukarest, 1959-1963
  - 1955. december–1959. július; 1959
  - 1959. augusztus–1961. május; 1961
  - 1961. június–1962. december; 1963
- Jelentés az RMP KV 1958. november 26-28-i plenáris ülésén; Politikai Kiadó, Bukarest, 1958
- A mezőgazdasági szocialista szektor megszilárdításáért és fejlesztéséért, a mezőgazdasági termelés növeléséért. Beszámoló a mezőgazdasági szocialista szektor dolgozóinak országos tanácskozásán; Politikai Kiadó, Bukarest, 1958
- Előadói beszéd az RMP KV 1959 december 3-5.-i plenáris ülésén; Politikai Kiadó, Bukarest, 1959
- Románia fasiszta iga alóli felszabadulásának 15. évfordulója; Politikai Kiadó, Bukarest, 1959
- Beszámoló az SZKP 21. rendkívüli kongresszusának munkálatairól; Politikai Kiadó, Bukarest, 1959
- A nemzetközi helyzet és a Román Népköztársaság külpolitikája; Politikai Kiadó, Bukarest, 1960
- Előadói beszéd az RMP KB plenáris ülésén; Politikai Kiadó, Bukarest, 1960
- Beszéd az ENSZ-közgyűlés 15. ülésszakán; Politikai Kiadó, Bukarest, 1960
- Előadói beszéd az ENSZ-közgyűlés ülésszakának munkálatairól és a Román NK küldöttségének tevékenységéről. 1960. nov. 2.; Politikai Kiadó, Bukarest, 1960
- Az RMP KB jelentése a párt tevékenységéről a 2. és 3. pártkongresszus közötti időszakban, az 1960-1965. évi népgazdaságfejlesztési tervről és a 15 éves távlati gazdasági tervvázlatról. 1960. június 20.; Politikai Kiadó, Bukarest, 1960
- A párt 40 éves harca; Politikai Kiadó, Bukarest, 1961
- Negyvenéves harc a marxizmus-leninizmus diadalmas zászlaja alatt; PMR, Bukarest, 1961
- Jelentés az RMP KB 1961. június 30–július 1-i plenáris ülésén a 3. Pártkongresszus irányelvei valóra váltásának menetéről a falvakon folyó szocialista építés és a mezőgazdaság fejlesztése terén; Politikai Kiadó, Bukarest, 1961
- Beszéd a kollektivista parasztok országos tanácskozásának záróülésén. 1961 dec. 22; Politikai Kiadó, Bukarest, 1961
- A Román Munkáspártnak az SZKP 22. kongresszusán részt vett küldöttsége beszámolója az RMP KB 1961. november 30–december 5-i plenáris ülésén; Politikai Kiadó, Bukarest, 1961
- Jelentés a Nagy Nemzetgyűlés rendkívüli ülésszakán a kollektivizálás befejezéséről. 1962. április 27.; Politikai Kiadó, Bucureşti, 1962
- A Román Népköztársaság 15. évfordulója; Politikai Kiadó, Bukarest, 1963
- Románia fasiszta iga alóli felszabadulásának 20. évfordulója. Beszéd; Politikai Kiadó, Bukarest, 1964
- Beszéd a Bukarest városi pártszervezet konferenciáján 1964. febr. 15.; Politikai Kiadó, Bucureşti, 1964
- A Román Kommunista Párt harca az ország demokratizálásáért; MSZMP Politikai Főiskola, Nemzetközi Munkásmozgalom Története Tanszék, Bp., 1968